# Rocamadour (Käse)

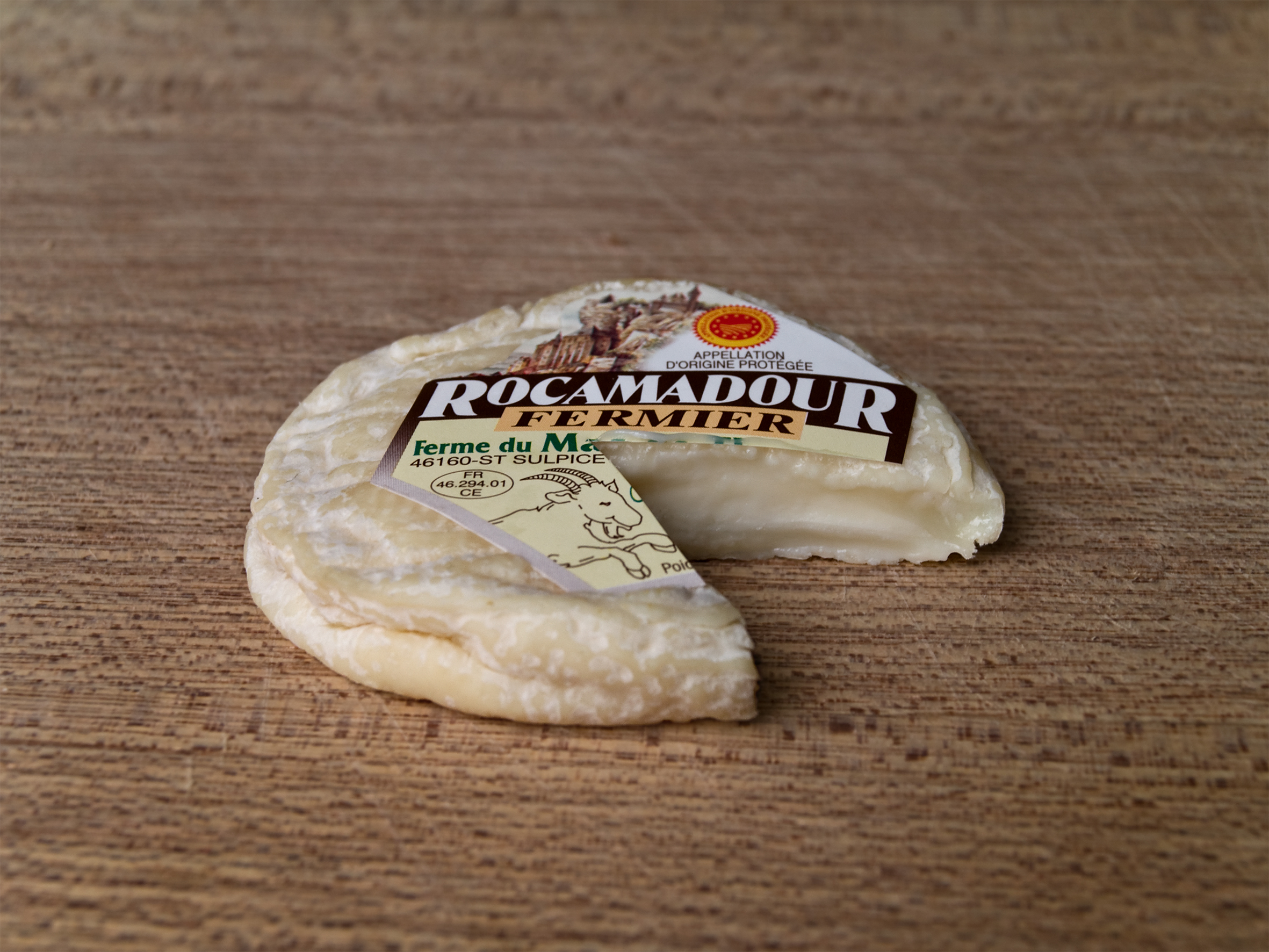
Rocamadour

Der Rocamadour, früher Cabécou de Rocamadour genannt, ist ein französischer Käse aus Ziegenmilch. Sein Name ist seit 1996 als Appellation d’Origine Contrôlée geschützt; in der Europäischen Union ist der Name eine geschützte Ursprungsbezeichnung (g.U., französisch Appellation d’Origine Protégée, AOP). Dies stellt die Qualität des Produktes sicher und legt die Herstellungsbedingungen fest.

## Geschichte
Die erste Erwähnung des Käses erfolgte 1451 in dem Text eines Pachtvertrags zwischen dem Bischof von Évreux und einem seiner Lehnsleute. Im 15. Jahrhundert wurde der scheibenförmige kleine Käse als Zahlungseinheit für Pachten und Steuern verwendet; so wurde etwa der Zehnte in Käse festgelegt. Zu Beginn des 20. Jahrhunderts galt der Rocamadour bereits als regionale Spezialität; so servierte der Generalrat des Départements Lot dem Staatspräsidenten Raymond Poincaré 1913 bei einem Bankett zu seinen Ehren in Cahors unter anderem den Käse.
Heute umfasst das Herkunftsgebiet verschiedene Gemeinden und Kantone der Départements Lot, Aveyron, Corrèze, Dordogne und Tarn-et-Garonne im Karsthochland Les Causses.

## Herstellung
Die Ziegen dürfen nicht mit fermentiertem Futter gefüttert werden. Der Käse wird in Formen entweder einzeln oder in einer herkömmlichen Mehrformplatte hergestellt. Die Innenabmessungen der Formen beträgt: 60 Millimeter Durchmesser, 16 Millimeter Höhe.
Die Käse wird in zwei Phasen gereift.
- einer Trocknungsphase von mindestens 24 Stunden bei einer Temperatur von 23 °C oder weniger bei einer Luftfeuchtigkeit von mehr als 80 %,
- dann in einem Keller bei einer Temperatur von mindestens 10 °C und einer Luftfeuchtigkeit von mehr als 85 %.

Die Gesamtreifezeit muss mindestens 6 Tage ab dem Tag der Entformung betragen.

## Verkaufsform
Die im Handel angebotenen Käse haben einen Durchmesser von vier bis fünf Zentimeter und sind lediglich ein bis 1,5 Zentimeter hoch. Der Fettgehalt in der Trockenmasse beträgt 45 %.
Der Rocamadour ist außerdem Ausgangsprodukt des Picadou, einer Veredelungsform, bei der ausgereifte Käse in Blätter gewickelt werden.